# باشگاه شارلوتنبرگ برلین
باشگاه شارلوتنبرگ برلین (انگلیسی: SCC Berlin) با اختصار اس سی سی برلین باشگاه ورزشی مستقر در منطقه شارلوتنبرگ برلین آلمان است که در سال ۱۹۱۱ تأسیس شده‌است. این باشگاه دارای تیم‌های فوتبال، والیبال و تنیس است.
تیم والیبال این باشگاه تحت نام ریسایکلینگ برلین به میدان می‌رود.